# Liste der Nummer-eins-Hits in Japan (2006)
Vom 1. Januar 2006 bis zum 31. Dezember 2006. Die letzte Woche im Jahr fällt mit der ersten Woche des neuen Jahres zusammen. Angegeben sind die Verkaufszahlen der jeweiligen Nummer 1 in ihrer Woche. Alle Angaben basieren auf den offiziellen japanischen Charts von Oricon.
| Singles | Alben |
| --- | --- |
| - Shuuji to Akira – Seishun Amigo – 108.006 - 1 Woche (26. Dezember 2005 – 8. Januar 2006, insgesamt 3 Wochen) - Kumi Kōda – Feel – 39.110 - 1 Woche (9. Januar – 15. Januar) - Tackey & Tsubasa – Venus – 105.782 - 1 Woche (16. Januar – 22. Januar) - B’z – Shoudou – 202.096 - 1 Woche (23. Januar – 29. Januar) - ENDLICHERI☆ENDLICHERI – Someiyoshino – 120.136 - 1 Woche (30. Januar – 5. Februar) - TOKIO – Mr. Traveling Man – 79.299 - 1 Woche (6. Februar – 12. Februar) - Asian Kung-Fu Generation – World Apart – 49.558 - 1 Woche (13. Februar – 19. Februar) - HYDE – Season's Call – 73.669 - 1 Woche (20. Februar – 26. Februar) - Exile – Yes! – 65.845 - 1 Woche (27. Februar – 5. März) - Ayumi Hamasaki – Startin' / Born to Be... – 116.034 - 1 Woche (6. März – 12. März) - NEWS – Sayaendou / Hadashi no Cinderella Boy – 151.760 - 1 Woche (13. März – 19. März) - KAT-TUN – Real Face – 754.234 / 87.223 / 51.207 - 3 Wochen (20. März – 9. April) - B’z- Yuruginai Mono Hitotsu – 160.593 - 1 Woche (10. April – 16. April) - SMAP – Dear Woman – 210.361 - 1 Woche (17. April – 23. April) - Ketsumeishi – Tabiudo – 165.975 / 77.975 - 2 Wochen (24. April – 7. Mai) - Orange Range – Champione – 122.196 - 1 Woche (8. Mai – 14. Mai) - Arashi – Kitto Daijoubu – 160.240 - 1 Woche (15. Mai – 21. Mai) - Fukuyama Masaharu – Milk Tea / Utsukushiki Hana – 185.551 - 1 Woche (22. Mai – 28. Mai) - Yamashita Tomohisa – Daite Señorita – 403.371 - 1 Woche (29. Mai – 4. Juni) - B’z – Splash! – 270.535 - 1 Woche (5. Juni – 11. Juni) - V6 – Good Day!! – 89.506 - 1 Woche (12. Juni – 18. Juni) - Ayumi Hamasaki – Blue Bird – 160.572 - 1 Woche (19. Juni – 25. Juni) - ENDLICHERI☆ENDLICHERI – The Rainbow Star – 111.521 - 1 Woche (26. Juni – 2. Juli) - Mr.Children – Houkiboshi – 254.024 - 1 Woche (3. Juli – 9. Juli) - Domoto Koichi – Deep in Your Heart / +Million but -Love – 221.116 - 1 Woche (10. Juli – 16. Juli) - KAT-TUN – Signal – 450.752 - 1 Woche (17. Juli – 23. Juli) - KinKi Kids – Natsumoyou – 238.868 - 1 Woche (24. Juli – 30. Juli) - Arashi – Aozora Pedal – 154.832 - 1 Woche (31. Juli – 6. August) - Southern All Stars – Dirty Old Man: Saraba Natsu yo – 132.796 - 1 Woche (7. August – 13. August) - Sukima Switch – Guarana – 40.523 - 1 Woche (14. August – 20. August) - TOKIO – Sorafune / Do! Do! Do! – 121.099 - 1 Woche (21. August – 27. August) - GYM – Fever to Future – 226.459 - 1 Woche (28. August – 3. September) - Kaoru Amane – Taiyō no Uta – 111.159 - 1 Woche (4. September – 10. September, insgesamt 2 Wochen) - Glay – Natsuoto / Hen na Yume – 101.028 - 1 Woche (11. September – 17. September) - Kaoru Amane – Taiyō no Uta – 47.119 - 1 Woche (18. September – 24. September, insgesamt 2 Wochen) - Ayaka – Mikadzuki – 40.091 - 1 Woche (25. September – 1. Oktober) - Porno Graffitti – Winding Road – 100.866 - 1 Woche (2. Oktober – 8. Oktober) - SMAP – Arigatou – 170.942 - 1 Woche (9. Oktober – 15. Oktober) - Kumi Kōda – Yume no Uta / Futari de... – 175.643 - 1 Woche (16. Oktober – 22. Oktober) - Kisarazu Cat’s Eye feat. MCU – Seaside Byebye – 117.715 - 1 Woche (23. Oktober – 29. Oktober) - WaT – Ready Go! – 46.295 - 1 Woche (30. Oktober – 5. November) - Morning Musume – Aruiteru – 40.967 - 1 Woche (6. November – 12. November) - Mr.Children – Shirushi – 350.059 - 1 Woche (13. November – 19. November, insgesamt 2 Wochen) - Bump of Chicken – Namida no Furusato – 180.226 - 1 Woche (20. November – 26. November) - KinKi Kids – Harmony of December – 234.378 - 1 Woche (27. Dezember – 3. Dezember) - KAT-TUN – Bokura no Machi de – 410.103 - 1 Woche (4. Dezember – 10. Dezember) - Kanjani8 – Kanfuu Fighting – 264.183 - 1 Woche (11. Dezember – 17. Dezember) - Tegomass – Miso Soup – 88.160 - 1 Woche (18. Dezember – 24. Dezember) - Mr.Children – Shirushi – 51.192 - 1 Woche (25. Dezember 2006 – 7. Januar 2007, insgesamt 2 Wochen) | - Ayumi Hamasaki – (Miss)understood – 653.830 - 1 Woche (26. Dezember 2005 – 8. Januar 2006) - Domoto Koichi – Endless Shock Original Sound Track – 91.877 - 1 Woche (9. Januar – 15. Januar) - Yuzu – Ribbon – 173.259 - 1 Woche (16. Januar – 22. Januar) - Tokyo Jihen – Adult – 169.551 - 1 Woche (23. Januar – 29. Januar) - Kreva – Ai – Jibunhaku – 97.461 - 1 Woche (30. Januar – 5. Februar) - Aqua Timez – Sora Ippai ni Kanaderu Inori – 67.304 - 1 Woche (6. Februar – 12. Februar) - BoA – Outgrow – 221.549 - 1 Woche (13. Februar – 19. Februar) - DREAMS COME TRUE – The Love Rocks – 212.132 - 1 Woche (20. Februar – 26. Februar) - ENDLICHERI☆ENDLICHERI – Coward – 117.192 - 1 Woche (27. Februar – 5. März) - Kumi Kōda – Best: Second Session – 983.359 / 278.704 - 2 Wochen (6. März – 19. März) - KAT-TUN – Best of Kat-Tun – 556.548 - 1 Woche (20. März – 26. März) - Exile – Asia – 280.371 - 1 Woche (27. März – 2. April) - Spitz – Cycle Hit 1991-1997 – 77.232 - 1 Woche (3. April – 9. April) - HY – Confidence – 190.954 / 79.619 - 2 Wochen (10. April – 26. April) - Def Tech – Catch the Wave – 358.322 / 306.050 - 2 Wochen (27. April – 7. Mai) - Red Hot Chili Peppers – Stadium Arcadium – 139.447 - 1 Woche (8. Mai – 14. Mai) - Remioromen – Horizon – 320.255 / 101.640 / 55.341 - 3 Wochen (15. Mai – 4. Juni) - T.M.Revolution – 1000000000 – 68.619 - 1 Woche (5. Juni – 11. Juni) - Hikaru Utada – Ultra Blue – 500.317 / 156.978 - 2 Wochen (12. Juni – 25. Juni) - B’z- Monster – 400.616 - 1 Woche (26. Juni – 2. Juli) - Arashi – Arashic – 130.713 - 1 Woche (3. Juli – 9. Juli) - Tamaki Nami – Speciality – 53.813 - 1 Woche (10. Juli – 16. Juli) - Megaryu – Garyuu Senpuu – 36.085 - 1 Woche (17. Juli – 23. Juli) - SMAP – Pop Up! Smap – 320.912 - 1 Woche (24. Juli – 30. Juli) - V6 – Very best II – 108.631 - 1 Woche (31. Juli – 6. August) - Every Little Thing – Crispy Park – 93.189 - 1 Woche (7. August – 13. August) - Various Artists – Beautiful Songs: Kokoro de Kiku Uta – 60.034 - 1 Woche (14. August – 20. August) - Aiko – Kanojo – 250.059 - 1 Woche (21. August – 27. August) - Shonannokaze – Shonannokaze: Riders High – 219.602 - 1 Woche (28. August – 3. September) - YUKI – Wave – 221.811 - 1 Woche (4. September – 10. September) - Domoto Koichi – Mirror – 121.384 - 1 Woche (11. September – 17. September) - Seamo – Live Goes On – 100.401 - 1 Woche (18. September – 24. September) - Kobukuro – All Singles Best – 556.988 / 301.136 / 250.098 / 172.991 - 4 Wochen (25. September – 22. Oktober) - Zard – Golden Best: 15th Anniversary – 251.063 - 1 Woche (23. Oktober – 29. Oktober) - Ayaka – First Message – 350.580 - 1 Woche (30. Oktober – 5. November) - Ellegarden – Eleven Fire Crackers – 215.960 - 1 Woche (6. November – 12. November) - Oasis – Stop the Clocks – 87.462 - 1 Woche (13. November – 19. November) - Chemistry – All the Best – 250.018 - 1 Woche (20. November – 26. November) - Ayumi Hamasaki – Secret – 386.280 - 1 Woche (27. November – 3. Dezember) - Fukuyama Masaharu – 5 Nen Mono – 225.388 - 1 Woche (4. Dezember – 10. Dezember) - KinKi Kids – I Album: ID – 220.946 - 1 Woche (11. Dezember – 17. Dezember) - Kumi Kōda – Black Cherry – 502.426 / 300.032 / 57.804 - 3 Wochen (18. Dezember 2006 – 14. Januar 2007) |

## Jahreshitparaden
Vom 21. November 2005 bis zum 10. Dezember 2006. Den offiziellen japanischen Jahrescharts 2006 von Oricon wurden 3 Wochen hinzugefügt, womit das Chartjahr einmalig 55 Wochen umfasste. Angegeben sind die erreichten Verkaufszahlen der Produkte in diesem Zeitraum.
| Singles | Alben |
| --- | --- |
| 1. KAT-TUN – Real Face – 1.038.923 2. Remioromen – Konayuki – 757.525 3. Shuuji to Akira – Seishun Amigo – 676.352 4. Yamashita Tomohisa – Daite Señorita – 598.951 5. KAT-TUN – Signal – 566.719 6. Exile – Tada...Aitakute – 562.196 7. Mr.Children – Shirushi – 553.500 8. Shonannokaze – Junrenka – 522.504 9. Bump of Chicken – Supernova / Karma – 488.154 10. Kaoru Amane – Taiyō no Uta – 480.183 11. SMAP – Dear Woman – 415.057 12. Mr.Children – Houkiboshi – 413.401 13. KAT-TUN – Bokura no Machi de – 410,103 14. Kumi Kōda – 4 Hot Wave – 390.685 15. TOKIO – Sorafune / Do! Do! Do! – 378.400 16. Fukuyama Masaharu – Milk Tea / Utsukushiki Hana – 359.073 17. Ketsumeishi – Tabiudo – 342.696 18. SMAP – Triangle – 340.768 19. B’z – Splash! – 330.164 20. KinKi Kids – Snow! Snow! Snow! – 317.397 | 1. Hirai Ken – Utabaka 10th Anniversary Single Collection – 2.070.766 2. Kumi Kōda – Best: Second Session – 1.768.628 3. Kobukuro – All Singles Best – 1.748.682 4. Def Tech – Catch the Wave – 1.225.757 5. B’z – B'z the Best: PleasureII – 1.191.725 6. Mika Nakashima – Best – 1.109.420 7. Hikaru Utada – Ultra Blue – 882.343 8. Ayumi Hamasaki – (Miss)understood – 877.433 9. Kobukuro – Nameless World – 866.948 10. Otsuka Ai – Love Cook – 831.633 11. KAT-TUN – Best of Kat-Tun – 743.359 12. Various Artists – Beautiful Songs: Kokoro de Kiku Uta – 712.678 13. Ayaka – First Message – 711.299 14. SPITZ – Cycle Hit 1991-1997 – 684.217 15. Aqua Timez – Sora Ippai ni Kanaderu Inori – 647.604 16. Remioromen – Horizon – 645.760 17. Kumi Kōda – Best: First Things – 642.842 18. Daniel Powter – Daniel Powter – 583.611 19. SPITZ – Cycle Hit 1997-2005 – 543.666 20. B’z – Monster – 537.091 |